# Championnat d'Allemagne de football 1908-1909
Navigation
Meisterschaft
(Verbandsligen)
1907-1908 Meisterschaft
(Verbandsligen)
1909-1910
La saison 1908-1909 du Championnat d'Allemagne de football était la 7e édition de la première division allemande.
Huit clubs participent à la compétition nationale, il s'agit des clubs champions de 8 régions d'Allemagne. Le championnat national est disputé sous forme de coupe à élimination directe.
C'est le Phönix Karlsruhe qui s'impose en finale et remporte le premier titre de champion d'Allemagne de son histoire.

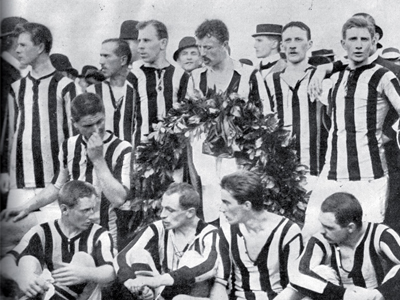
Le Phönix Karlsruhe après la victoire, de gauche à droite : Stehend: Michaelis, Karth, Reißer, Neumaier, Beier, Schweinshaut, Noe
Vorne: Wegele, Leibold, Oberle, Heger

## Les 8 clubs participants
(entre parenthèses, la région d'appartenance du club)
- Altonaer FC 1893 (Nord)
- Viktoria 89 Berlin (Berlin)
- TuFC Tasmania Rixdorf (Markisher)
- Alemannia Cottbus (Sud-Est)
- FC Mönchengladbach (Ouest)
- Phönix Karlsruhe (Sud)
- VfB Königsberg (Baltique)
- SC Erfurt (Centre)

## Compétition
La compétition a lieu sous forme de coupe, avec match simple. 
|  | Quarts de finale        | Quarts de finale       | Quarts de finale       | Quarts de finale       |                      |                      | Demi-finales            | Demi-finales            | Demi-finales            | Demi-finales            |  |  | Finale                | Finale                | Finale                | Finale                |
|  |                         |                        |                        |                        |                      |                      |                         |                         |                         |                         |  |  |                       |                       |                       |                       |
|  | 2 mai 1909 à Duisbourg  | 2 mai 1909 à Duisbourg | 2 mai 1909 à Duisbourg | 2 mai 1909 à Duisbourg |                      |                      | 23 mai 1909 à Francfort | 23 mai 1909 à Francfort | 23 mai 1909 à Francfort | 23 mai 1909 à Francfort |  |  | 30 mai 1909 à Breslau | 30 mai 1909 à Breslau | 30 mai 1909 à Breslau | 30 mai 1909 à Breslau |
|  | 2 mai 1909 à Duisbourg  | 2 mai 1909 à Duisbourg | 2 mai 1909 à Duisbourg | 2 mai 1909 à Duisbourg |                      |                      | 23 mai 1909 à Francfort | 23 mai 1909 à Francfort | 23 mai 1909 à Francfort | 23 mai 1909 à Francfort |  |  | 30 mai 1909 à Breslau | 30 mai 1909 à Breslau | 30 mai 1909 à Breslau | 30 mai 1909 à Breslau |
|  | Phönix Karlsruhe        | Phönix Karlsruhe       | 5                      | 5                      |                      |                      | 23 mai 1909 à Francfort | 23 mai 1909 à Francfort | 23 mai 1909 à Francfort | 23 mai 1909 à Francfort |  |  | 30 mai 1909 à Breslau | 30 mai 1909 à Breslau | 30 mai 1909 à Breslau | 30 mai 1909 à Breslau |
|  | Phönix Karlsruhe        | Phönix Karlsruhe       | 5                      | 5                      |                      |                      | 23 mai 1909 à Francfort | 23 mai 1909 à Francfort | 23 mai 1909 à Francfort | 23 mai 1909 à Francfort |  |  | 30 mai 1909 à Breslau | 30 mai 1909 à Breslau | 30 mai 1909 à Breslau | 30 mai 1909 à Breslau |
|  | FC Mönchengladbach      | FC Mönchengladbach     | 0                      | 0                      |                      |                      | 23 mai 1909 à Francfort | 23 mai 1909 à Francfort | 23 mai 1909 à Francfort | 23 mai 1909 à Francfort |  |  | 30 mai 1909 à Breslau | 30 mai 1909 à Breslau | 30 mai 1909 à Breslau | 30 mai 1909 à Breslau |
|  | FC Mönchengladbach      | FC Mönchengladbach     | 0                      | 0                      | Phönix Karlsruhe     | Phönix Karlsruhe     | 9                       | 9                       |                         |                         |  |  | 30 mai 1909 à Breslau | 30 mai 1909 à Breslau | 30 mai 1909 à Breslau | 30 mai 1909 à Breslau |
|  | 16 mai 1909 à Leipzig   |                        |                        |                        | Phönix Karlsruhe     | Phönix Karlsruhe     | 9                       | 9                       |                         |                         |  |  | 30 mai 1909 à Breslau | 30 mai 1909 à Breslau | 30 mai 1909 à Breslau | 30 mai 1909 à Breslau |
|  |                         |                        | SC Erfurt              | SC Erfurt              | 1                    | 1                    |                         |                         |                         |                         |  |  | 30 mai 1909 à Breslau | 30 mai 1909 à Breslau | 30 mai 1909 à Breslau | 30 mai 1909 à Breslau |
|  | SC Erfurt a.p.          | SC Erfurt a.p.         | SC Erfurt              | SC Erfurt              | 1                    | 1                    | 4                       | 4                       |                         |                         |  |  | 30 mai 1909 à Breslau | 30 mai 1909 à Breslau | 30 mai 1909 à Breslau | 30 mai 1909 à Breslau |
|  | SC Erfurt a.p.          | SC Erfurt a.p.         | 16 mai 1909 à Berlin   |                        |                      |                      | 4                       | 4                       |                         |                         |  |  | 30 mai 1909 à Breslau | 30 mai 1909 à Breslau | 30 mai 1909 à Breslau | 30 mai 1909 à Breslau |
|  | Alemannia Cottbus       | Alemannia Cottbus      | 3                      | 3                      |                      |                      |                         |                         |                         |                         |  |  | 30 mai 1909 à Breslau | 30 mai 1909 à Breslau | 30 mai 1909 à Breslau | 30 mai 1909 à Breslau |
|  | Alemannia Cottbus       | Alemannia Cottbus      | 3                      | 3                      | Phönix Karlsruhe     | Phönix Karlsruhe     | 4                       | 4                       |                         |                         |  |  |                       |                       |                       |                       |
|  | 2 mai 1909 à Königsberg |                        |                        |                        | Phönix Karlsruhe     | Phönix Karlsruhe     | 4                       | 4                       |                         |                         |  |  |                       |                       |                       |                       |
|  |                         |                        | Viktoria 89 Berlin T   | Viktoria 89 Berlin T   | 2                    | 2                    |                         |                         |                         |                         |  |  |                       |                       |                       |                       |
|  | Viktoria 89 Berlin T    | Viktoria 89 Berlin T   | Viktoria 89 Berlin T   | Viktoria 89 Berlin T   | 2                    | 2                    | 12                      | 12                      |                         |                         |  |  |                       |                       |                       |                       |
|  | Viktoria 89 Berlin T    | Viktoria 89 Berlin T   |                        |                        |                      |                      |                         |                         |                         |                         |  |  |                       |                       |                       |                       |
|  | VfB Königsberg          | VfB Königsberg         | 1                      | 1                      |                      |                      |                         |                         |                         |                         |  |  |                       |                       |                       |                       |
|  | VfB Königsberg          | VfB Königsberg         | 1                      | 1                      | Viktoria 89 Berlin T | Viktoria 89 Berlin T | 7                       | 7                       |                         |                         |  |  |                       |                       |                       |                       |
|  | 2 mai 1909 à Brunswick  |                        |                        |                        | Viktoria 89 Berlin T | Viktoria 89 Berlin T | 7                       | 7                       |                         |                         |  |  |                       |                       |                       |                       |
|  |                         |                        | Altonaer FC 1893       | Altonaer FC 1893       | 0                    | 0                    |                         |                         |                         |                         |  |  |                       |                       |                       |                       |
|  | Altonaer FC 1893        | Altonaer FC 1893       | Altonaer FC 1893       | Altonaer FC 1893       | 0                    | 0                    | 4                       | 4                       |                         |                         |  |  |                       |                       |                       |                       |
|  | Altonaer FC 1893        | Altonaer FC 1893       |                        |                        |                      |                      |                         | 4                       |                         |                         |  |  |                       |                       |                       |                       |
|  | TuFC Tasmania Rixdorf   | TuFC Tasmania Rixdorf  | 2                      | 2                      |                      |                      |                         |                         |                         |                         |  |  |                       |                       |                       |                       |
|  | TuFC Tasmania Rixdorf   | TuFC Tasmania Rixdorf  | 2                      | 2                      |                      |                      |                         |                         |                         |                         |  |  |                       |                       |                       |                       |
|  |                         |                        |                        |                        |                      |                      |                         |                         |                         |                         |  |  |                       |                       |                       |                       |

## Bilan de la saison
| Tableau d'Honneur                   |                  |
| Compétition                         | Vainqueur        |
| Championnat d'Allemagne de football | Phönix Karlsruhe |